# W (телесериал)
«W» (хангыль: 더블유; RR: Deobeuryu) — южнокорейский телесериал 2016 года, также известен под названием «W — между двух миров». В главных ролях: Ли Джон Сок и Хан Хё Джу.

## Сюжет
Художник-иллюстратор О Сон Мо на протяжении семи лет выпускает популярный и коммерчески успешный веб-комикс «W». Однако, во время написания последней главы, он таинственно исчезает.
Его тридцатилетняя дочь О Ён Джу — врач-хирург, войдя в кабинет отца, видит на экране монитора окровавленного Кан Чоля — главного героя комикса «W». Внезапно рука, высунувшаяся из монитора, затягивает её внутрь. Оказавшись на крыше здания возле раненого Кан Чхоля, она применяет свои профессиональные навыки и спасает его. Осмотрев исцелённого, она вдруг узнаёт в нём основного персонажа комикса «W».
Между молодыми людьми вспыхивает страсть.
Перемещаясь между реальным миром и миром комикса, О Ён Джу всё больше запутывается в отношениях с Кан Чхолем. Грани иллюзорного и реального стираются, и теперь выдуманные события, происходящие в комиксе, начинают влиять на реальный мир, и наоборот.

## Основные персонажи и исполнители
В сериале состоялось возвращение на экран Хан Хё Джу спустя 6 лет.
| Актеры      | Роли                                               |
| ----------- | -------------------------------------------------- |
| Ли Джон Сок | Кан Чхоль                                          |
| Хан Хё Джу  | О Ён Джу                                           |
| Хён Сын Мин | О Ён Джу (подросток)                               |
| Пак Мин А   | О Ён Джу (ребенок)                                 |
| Ким Ый Сон  | О Сон Му (отец О Ён Джу, автор веб-комикса)        |
| Джун Ё Джин | Ё Су Хи (секретарь и подруга Кан Чхоля)            |
| Ли Тэ Хван  | Со До Ён (телохранитель и друг Кан Чхоля)          |
| Пак Вон Сан | Хан Чхоль Хо (конгрессмен, главный злодей комикса) |
| Чха Кван Су | Хён Хён Сок (следователь, детектив)                |
| Ли Си Он    | Пак Су Бом (помощник О Сон Му)                     |
| Хо Джун До  | Пак Мин Су (профессор больницы, фанат комикса W)   |
| Кан Ки Ён   | Кан Сук Бом (хирург, друг О Ён Джу)                |
| Нам Ги Э    | Гиль Су Сан (мать О Ён Джу)                        |
| Ли Сэ Ран   | Гиль Су Ян (тетя О Ён Джу (сестра Гиль Су Сан)     |

## Трансляция
Телесериал транслировался по средам и четвергам в 22:00 (КСТ) на корейском телеканале MBC с июля по сентябрь 2016 года.